# Morato (calciatore 2001)
Morato, pseudonimo di Felipe Rodrigues da Silva (Francisco Morato, 30 giugno 2001), è un calciatore brasiliano, difensore del Nottingham Forest.

## Caratteristiche tecniche
È un difensore centrale.

## Carriera
Cresciuto nel settore giovanile del San Paolo, nel 2019 viene acquistato dal Benfica che lo aggrega alla propria squadra B; debutta fra i professionisti il 22 settembre in occasione dell'incontro di Segunda Liga perso 1-0 contro il Leixões.
Il 21 dicembre seguente esordisce anche in prima squadra giocando la sfida di Taça da Liga pareggiata 2-2 contro il Vitória Setúbal.

## Statistiche

### Presenze e reti nei club
Statistiche aggiornate al 5 aprile 2025.
| Stagione         | Squadra           | Campionato       | Campionato | Campionato | Coppe nazionali | Coppe nazionali | Coppe nazionali | Coppe continentali | Coppe continentali | Coppe continentali | Altre coppe | Altre coppe | Altre coppe | Totale | Totale |
| Stagione         | Squadra           | Comp             | Pres       | Reti       | Comp            | Pres            | Reti            | Comp               | Pres               | Reti               | Comp        | Pres        | Reti        | Pres   | Reti   |
| ---------------- | ----------------- | ---------------- | ---------- | ---------- | --------------- | --------------- | --------------- | ------------------ | ------------------ | ------------------ | ----------- | ----------- | ----------- | ------ | ------ |
| 2019-2020        | Benfica B         | SL               | 15         | 0          | -               | -               | -               | -                  | -                  | -                  | -           | -           | -           | 15     | 0      |
| 2020-2021        | Benfica B         | SL               | 28         | 4          | -               | -               | -               | -                  | -                  | -                  | -           | -           | -           | 28     | 4      |
| 2021-2022        | Benfica B         | SL               | 3          | 0          | -               | -               | -               | -                  | -                  | -                  | -           | -           | -           | 3      | 0      |
| 2022-2023        | Benfica B         | SL               | 1          | 0          | -               | -               | -               | -                  | -                  | -                  | -           | -           | -           | 1      | 0      |
| Totale Benfica B | Totale Benfica B  | Totale Benfica B | 47         | 4          |                 | -               | -               |                    | -                  | -                  |             | -           | -           | 47     | 4      |
| 2019-2020        | Benfica           | PL               | 0          | 0          | CP+CdL          | 0+1             | 0               | -                  | -                  | -                  | -           | -           | -           | 1      | 0      |
| 2020-2021        | Benfica           | PL               | 2          | 0          | CP+CdL          | 2+0             | 0               | -                  | -                  | -                  | -           | -           | -           | 4      | 0      |
| 2021-2022        | Benfica           | PL               | 14         | 0          | CP+CdL          | 2+4             | 0               | UCL                | 5                  | 1                  | -           | -           | -           | 25     | 1      |
| 2022-2023        | Benfica           | PL               | 9          | 1          | CP+CdL          | 2+3             | 0               | UCL                | 6                  | 0                  | -           | -           | -           | 20     | 1      |
| 2023-2024        | Benfica           | PL               | 21         | 0          | CP+CdL          | 5+3             | 0               | UCL+UEL            | 5+1                | 0                  | SP          | 0           | 0           | 35     | 0      |
| ago. 2024        | Benfica           | PL               | 1          | 0          | CP+CdL          | 0+0             | 0               | UCL+UEL            | 0+0                | 0                  | SP          | 0           | 0           | 1      | 0      |
| Totale Benfica   | Totale Benfica    | Totale Benfica   | 47         | 1          |                 | 22              | 0               |                    | 17                 | 1                  |             | 0           | 0           | 86     | 2      |
| 2024-2025        | Nottingham Forest | PL               | 22         | 0          | FACup+CdL       | 3+0             | 0               | -                  | -                  | -                  | -           | -           | -           | 25     | 0      |
| Totale carriera  | Totale carriera   | Totale carriera  | 116        | 5          |                 | 25              | 0               |                    | 17                 | 1                  |             | 0           | 0           | 158    | 6      |

## Palmarès

### Club

#### Competizioni nazionali
- Campionato portoghese: 1

Benfica: 2022-2023
- Supercoppa di Portogallo: 1

Benfica: 2023